# Robert Louis Dressler
Robert Louis Dressler, född den 2 juni 1927,, död den 15 oktober 2019 i Paraíso, var en amerikansk botaniker som var specialiserad på orkidéer.
1951 erhöll han sin filosofie kandidattitel vid University of Southern California och 1957 filosofie doktortitel vid Harvard University.
Dressler arbetade som forskare och kurator vid Missouri Botanical Garden samt som professor vid University of Florida.
Auktorsnamnet Dressler kan användas för Robert Louis Dressler i samband med ett vetenskapligt namn inom botaniken; se Wikipediaartiklar som länkar till auktorsnamnet.